# Лејквју (Калифорнија)
Лејквју (енгл. Lakeview) насељено је место без административног статуса у америчкој савезној држави Калифорнија.

## Демографија
По попису из 2010. године број становника је 2.104, што је 485 (30,0%) становника више него 2000. године.
| Група             | 2000.       | 2010.         |
| Белци             | 836 (51,6%) | 671 (31,9%)   |
| Афроамериканци    | 14 (0,9%)   | 15 (0,7%)     |
| Азијати           | 6 (0,4%)    | 7 (0,3%)      |
| Хиспаноамериканци | 708 (43,7%) | 1.350 (64,2%) |
| Укупно            | 1.619       | 2.104         |